# Келлер, Эдуард (скрипач)
Эдуард Келлер (нем. Eduard Keller; 9 марта 1815, Швебиш-Гмюнд — 13 октября 1904, Штутгарт) — немецкий скрипач и музыкальный педагог.
Увлёкся музыкой в самом раннем детстве и уже неполных пяти лет начал учиться игре на скрипке у городского музыканта Георга Франца Неера (нем. Georg Franz Neher). В 1821 году был представлен королю Вюртемберга Вильгельму I, посетившему Гмюнд, и после дальнейшего прослушивания в Штутгарте капельмейстером Линдпайнтнером получил королевскую стипендию для продолжения музыкального образования. Учился в Штутгарте у Бернара Молика.
Играл в Штутгартской придворной капелле. В 1846 году основал первый в городе струнный квартет постоянного состава и играл в нём до 1859 года, когда ухудшившееся зрение заставило его прекратить исполнительскую карьеру. С основания Штутгартской музыкальной школы в 1857 году вёл в ней класс скрипки, в 1897 году в ознаменование 40-летия педагогической работы был удостоен звания комтура первого класса Ордена Фридриха. Среди его учеников Василий Кюнер.